# Margherita Maloselli Cantelmo
Margherita Maloselli Cantelmo, nata Margherita Maloselli (Ferrara, 1474 – Mantova, 1532), è stata una nobile italiana, duchessa consorte di Sora.

## Biografia

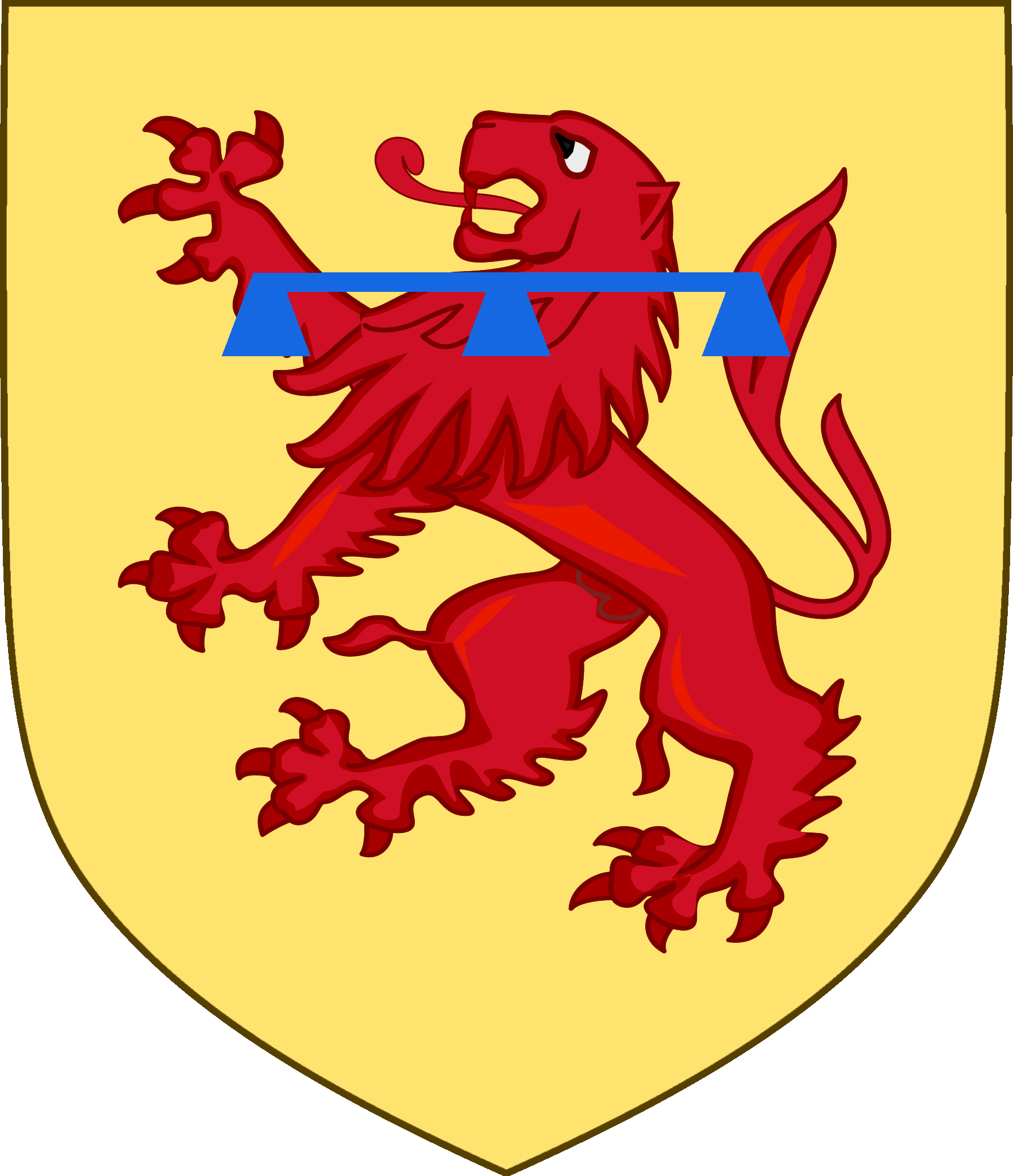
Stemma della famiglia Cantelmo, cui apparteneva il marito Sigismondo

Era la figlia del ricco notaio Bartolomeo Maloselli, dal quale ereditò notevoli beni nel ferrarese e nel mantovano.
Si sposò a Ferrara con il militare Sigismondo Cantelmo (1455-1519). Rimasta vedova nel 1519, si ritirò a Mantova presso la corte dei Gonzaga.
Fondò in città un monastero di canonichesse regolari lateranensi. Margherita venne a mancare nel 1532, prima del completamento del monastero. Lasciò erede dell'edificio l'amica intima e marchesa Isabella d'Este, che vide il completamento nel 1534 e che prese il nome di Santa Maria della Presentazione, chiamato dai mantovani "della Cantelma" in suo onore. Venne soppresso nel 1797.
Margherita commissionò all'abate Agostino Strozzi il volume dal titolo La difesa delle donne.

## Discendenza
Margherita e Sigismondo ebbero cinque figli, premorti alla madre:
- Giulio Cesare, dal 1482 al 1491 vescovo di Montepeloso;
- Francesco, diplomatico al servizio degli Estensi;
- Ercole († 1509), militare al soldo degli Estensi;
- Ferrante, di cui si hanno scarse notizie;
- un altro figlio, il cui nome è ignoto, anch'egli militare al servizio degli Estensi.